# Vuelo 96 de American Airlines
El vuelo 96 de American Airlines (AA96/AAL96) era un vuelo nacional desde Los Ángeles a Nueva York, con escalas en Detroit y Buffalo. El 12 de junio de 1972, la puerta de carga del McDonnell Douglas DC-10 que operaba el vuelo se desprendió mientras volaba cerca de Windsor, operando el tramo del vuelo entre Detroit y Buffalo. La descompresión dañó los controles de vuelo, pero los pilotos pudieron aterrizar a salvo de vuelta en Detroit, sin víctimas fatales. El incidente se le conoce a veces como el «Incidente Windsor».
El incidente se debió a una falla de diseño en la puerta de carga, diseñada para abrirse hacia afuera y con seguros que no eran lo suficientemente fuertes en el caso de que la puerta no cerrara correctamente. Tras las investigaciones, se le recomendó a las aerolíneas que operaban el DC-10 que añadan seguros adicionales a la puerta.
No todas las aerolíneas siguieron las recomendaciones, dos años después, sucedió algo parecido con el vuelo 981 de Turkish Airlines, que sufrió una descompresión explosiva que dañó totalmente los controles, haciendo que se estrellara en un bosque, matando a las 346 personas a bordo. Ese fue el accidente más mortífero en la historia de la aviación hasta 1977.

## Aeronave

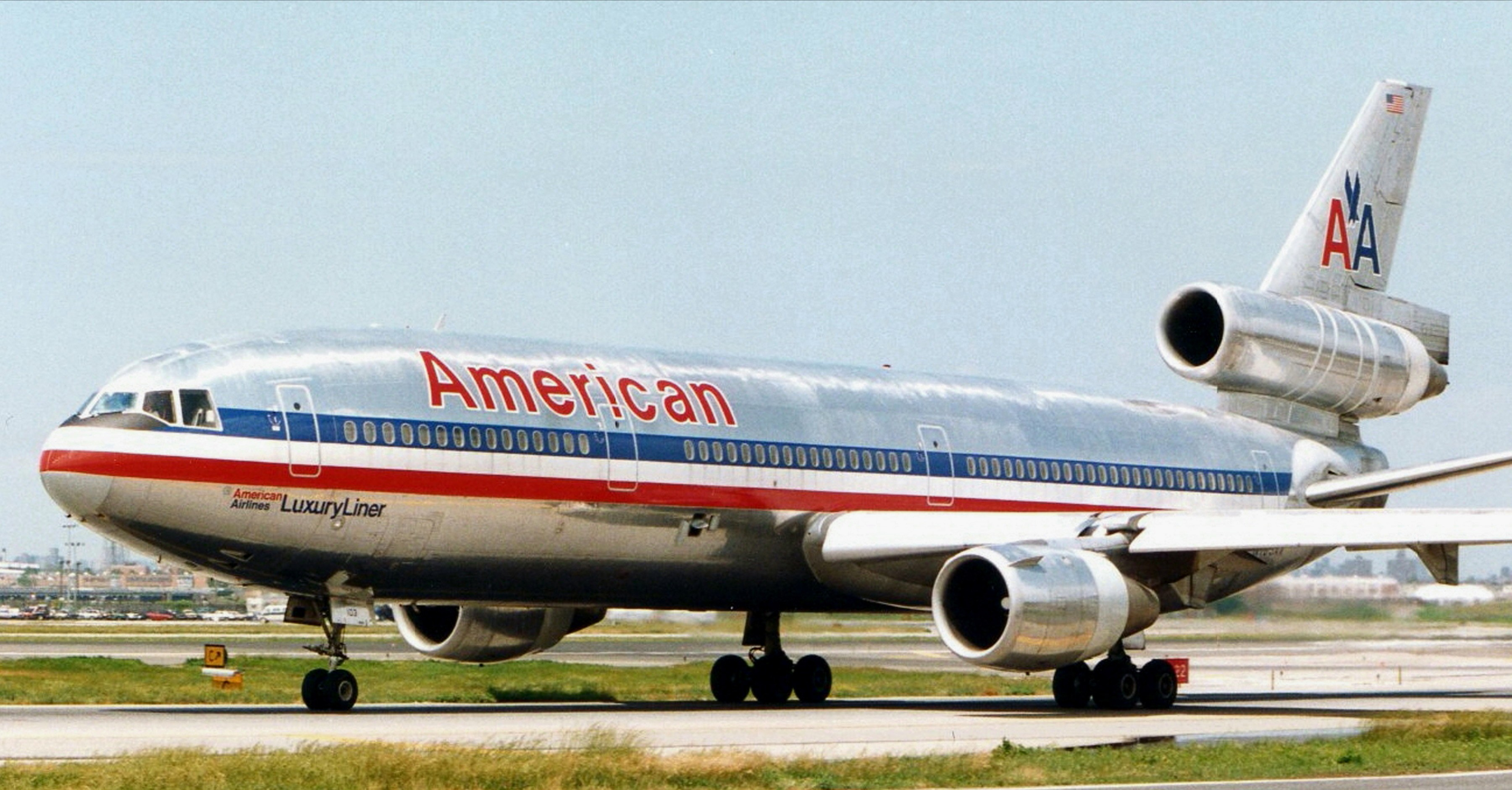
El avión involucrado en el incidente en junio de 1991, casi 20 años después del incidente.

El avión era un McDonnell Douglas DC-10-10 entregado a American Airlines en julio de 1971. Luego del incidente fue reparado y volvió a operar con American Airlines hasta diciembre de 1996, donde fue dejado en el Aeropuerto de Phoenix Goodyear hasta que en 2002 fue desechado, tras 31 años y 5 meses de servicio.

## Incidente

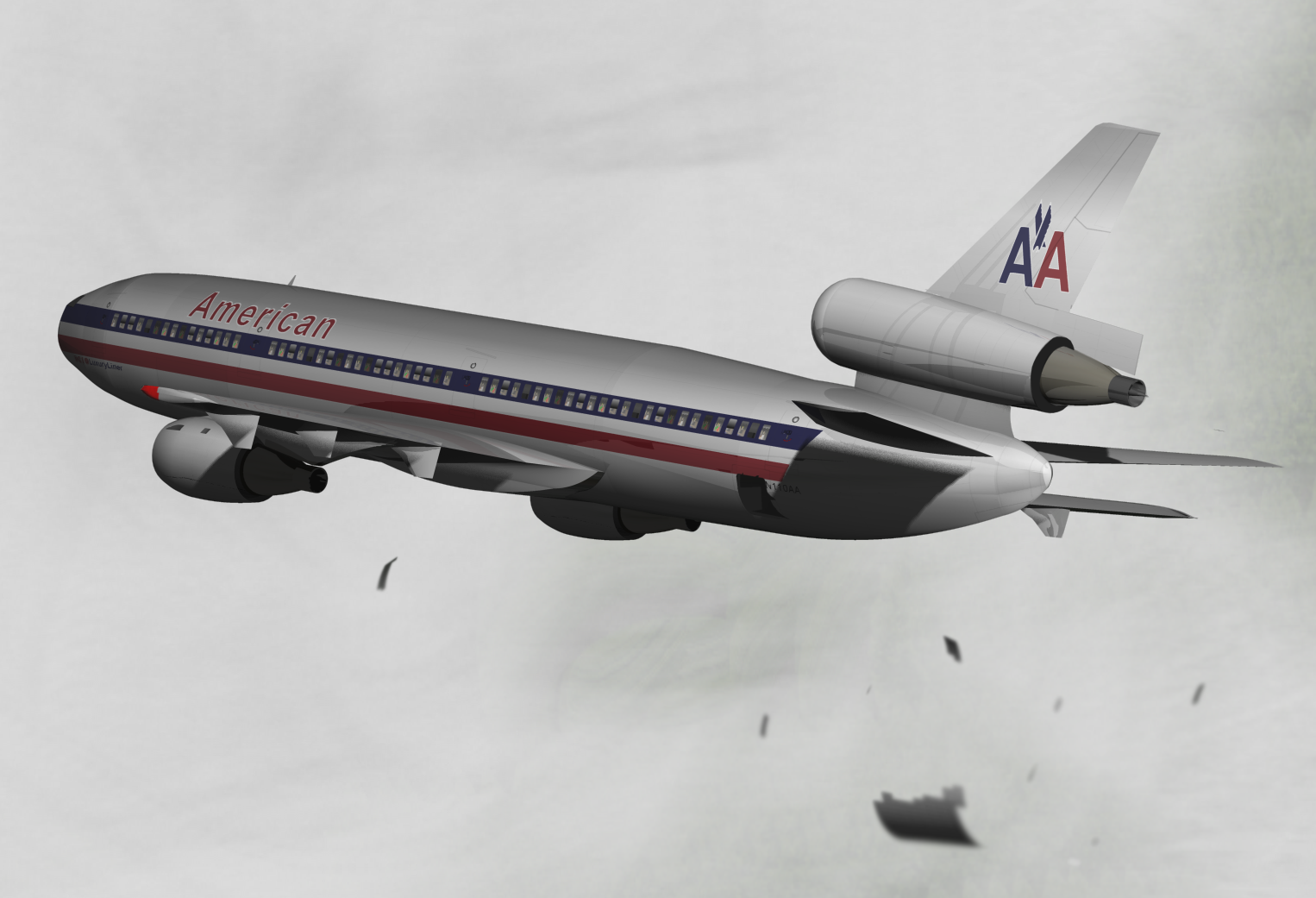
Imagen computarizada que muestra el momento en el que el avión pierde la puerta de carga.

El vuelo 96 era un vuelo programado regularmente desde el Aeropuerto Internacional de Los Ángeles al Aeropuerto LaGuardia con paradas intermedias en el Aeropuerto Metropolitano del Condado de Wayne de Detroit y el Aeropuerto Internacional Buffalo Niagar. El 12 de junio, lo volaba un DC-10-10, matrícula N103AA, con una tripulación de vuelo compuesta por el capitán Bryce McCormick de 52 años, el primer oficial Peter "Page" Whitney de 34 años y el ingeniero de vuelo Clayton Burke de 50 años. McCormick era un piloto con mucha experiencia, habiendo acumulado más de 24.000 horas de vuelo a lo largo de su carrera como piloto. Whitney y Burke también eran aviadores experimentados con aproximadamente 7900 horas de vuelo y 13 900 horas de vuelo, respectivamente, en su haber. Entre ellos, la tripulación había acumulado 176 horas de vuelo en el DC-10.
El vuelo salió de Los Ángeles 46 minutos después de su salida programada para la 1:30 p. m. debido a la carga de pasajeros y el tráfico y llegó a Detroit a las 6:36 p. m. En Detroit, la mayoría de los pasajeros desembarcaron y el avión tomó nuevos pasajeros y carga. Saliendo de Detroit, el avión tenía 56 pasajeros y 11 tripulantes. El avión partió a las 7:20 p. m., ascendiendo a 6000 para una espera, antes de capturar el V-554 (una vía aérea Víctor) y ascendiendo al nivel de vuelo 210 (21 000 pies).
A las 19:25, ascendiendo 11.750 ft, a 260 nudos, la tripulación escuchó un "golpe sordo" distintivo y la suciedad de la cabina voló hacia sus rostros. El "golpe" fue el sonido de la puerta de carga trasera al romperse, lo que provocó una descompresión repentina que también provocó que parte del piso en la parte trasera de la cabina cediera parcialmente. El Capitán McCormick creyó momentáneamente que habían sufrido una colisión en el aire y que las ventanas de la cabina se habían roto. Al mismo tiempo, los pedales del timón se movieron a su posición totalmente derecha y los controles del motor se movieron al ralentí. McCormick inmediatamente tomó el control manual de la aeronave e intentó volver a aplicar potencia, encontrando que los motores 1 y 3 respondían normalmente, pero el motor 2, en la cola, no permitía mover sus controles, ya que los cables de control se habían cortado cuando el suelo cedió. McCormick logró nivelar y estabilizar la velocidad en 250 nudos, aunque a esta velocidad el control era muy lento. Declararon una emergencia y solicitaron una ruta de regreso a Detroit.
En la cabina, los asistentes de vuelo vieron que se formaba una "niebla" dentro de la cabina e inmediatamente la reconocieron como una despresurización. Dos tripulantes estaban en el área del salón trasero, y el piso debajo de sus pies se derrumbó parcialmente en la bodega de carga, causándoles heridas leves a ambos. A pesar de esto, la tripulación de cabina inmediatamente intentó asegurarse de que las máscaras de oxígeno se hubieran desplegado correctamente, pero al haber ocurrido por debajo del límite de 14.000 pies, las máscaras no se habían desplegado. Uno de los asistentes obtuvo una botella de oxígeno portátil y llamó a la cabina por el intercomunicador para informarles que el daño estaba en la parte trasera de la aeronave. Siguiendo instrucciones desde la cabina, los asistentes instruyeron a los pasajeros sobre los procedimientos de aterrizaje de emergencia. Varios pasajeros informaron más tarde que las tarjetas de seguridad de la aeronave resultaron útiles para ubicar la salida más cercana.
La aeronave regresó a Detroit, pero, cuando la tripulación colocó los flaps a 35 grados para aterrizar, la aeronave se estabilizó en una velocidad de descenso de 1900 pies/min que era demasiado rápida para aterrizar. Al aplicar potencia a los motores n.° 1 y n.° 3, McCormick logró nivelar el morro y reducir la velocidad de descenso a 700 pies/min. A las 7:44 p. m., la aeronave aterrizó 600 m (1900 pies) por la pista 03R, viró inmediatamente a la derecha y finalmente abandonó la superficie de la pista. El primer oficial Whitney aplicó empuje inverso completo al motor izquierdo y dejó en ralentí el derecho, enderezando el camino de la aeronave y, finalmente, comenzando a llevar la aeronave de regreso a la pista. La aeronave se detuvo a 270 m (880 ft) del final de la pista, con el morro y el tren izquierdo sobre la pista y el derecho sobre la hierba al lado. Sucedió que mientras entrenaba para convertir su experiencia en volar el DC-10, McCormick había practicado, en un simulador, controlar el avión con los aceleradores de esta manera, en el peor de los casos de una falla hidráulica. Se utilizó una técnica similar en otro DC-10 en 1989 tras una pérdida total de presión hidráulica en el vuelo 232 de United Airlines. 

## Causa
Se descubre que McDonnell Douglas, la compañía que fabrica el DC-10, no consideró una falla de diseño.
El jet de tres motores tenía una falla en la puerta de carga. Era muy probable que ésta se abriera o desprendiera en vuelo. Douglas arregló el problema después del incidente.
Solo 2 años después ocurriría algo más trágico a bordo del Vuelo 981 de Turkish Airlines, que se convirtió en el mayor desastre aéreo de su época con 346 muertos.

## Dramatización
Los eventos del vuelo 96 están recreados en el tercer episodio de la quinta temporada de Mayday: catástrofes aéreas, titulado «Explosión fatal» en Hispanoamérica y «A puerta cerrada» en España. El episodio también cubre el accidente del vuelo 981 de Turkish Airlines.